# 최철수
최철수(崔鐵洙, Chol-Su Choi, 1969년 12월 1일 ~ )는 조선민주주의인민공화국의 전 권투 선수이다. 1992년 바르셀로나 올림픽 플라이급에서 금메달을 땄다.

## 생애
바르셀로나 올림픽 플라이급 금메달. 프로 전향후에는 페더급. 사우스포. 프로 통산 전적 3전 3승(3KO).

## 같이 보기
- 구영조